# Vecchio Municipio di Hakodate
Il Vecchio Municipio di Hakodate è uno storico edificio della città di Hakodate in Giappone.

## Storia
L'edificio, completato nel 1910, andò a sostituire un precedente palazzo municipale andato perduto nel 1907 durante il grande incendio di Hakodate.
Il palazzo presenta uno stile eclettico di matrice europea, noto come architettura giyōfū.